# Bryoerythrophyllum ligulare
Bryoerythrophyllum ligulare är en bladmossart som beskrevs av Richard Henry Zander 1993. Bryoerythrophyllum ligulare ingår i släktet fotmossor, och familjen Pottiaceae. Inga underarter finns listade i Catalogue of Life.